# Lista de episódios de Colony
Colony é uma série de televisão estadunidense, dos gêneros ficção científica e drama, criada por Carlton Cuse e Ryan J. Condal, e estrelado por Josh Holloway e Sarah Wayne Callies. Sua primeira temporada de 10 episódios estreou com um preview online do primeiro episódio no site da USA Network em 15 de dezembro de 2015, após o lançamento de um site semelhante a um jogo. A série teve sua estreia oficial na televisão no dia 14 de janeiro de 2016. Em abril de 2017, "Colony" foi renovada para sua terceira e última temporada, que estreou em 2 de maio de 2018.
Em 25 de julho de 2018, 36 episódios de "Colony" foram ao ar, concluindo a terceira temporada e finalizando a série.

## Resumo
| Temporada | Temporada | Episódios | Exibição original     | Exibição original   |
| Temporada | Temporada | Episódios | Estreia de temporada  | Final de temporada  |
| --------- | --------- | --------- | --------------------- | ------------------- |
|           | 1         | 10        | 14 de janeiro de 2016 | 17 de março de 2016 |
|           | 2         | 13        | 12 de janeiro de 2017 | 6 de abril de 2017  |
|           | 3         | 13        | 2 de maio de 2018     | 25 de julho de 2018 |

## Episódios

### 1ª temporada (2016)
| No. na série | No. | Título              | Dirigido por         | Escrito por                                                            | Exibição                | Audiência (milhões) |
| ------------ | --- | ------------------- | -------------------- | ---------------------------------------------------------------------- | ----------------------- | ------------------- |
| 1            | 1   | "Pilot"             | Juan José Campanella | História por: Carlton Cuse & Ryan J. CondalRoteiro por: Ryan J. Condal | 14 de janeiro de 2016   | 1.36                |
| 2            | 2   | "A Brave New World" | Juan José Campanella | Wes Tooke                                                              | 21 de janeiro de 2016   | 1.26                |
| 3            | 3   | "98 Seconds"        | Juan José Campanella | Daniel C. Connolly                                                     | 28 de janeiro de 2016   | 1.21                |
| 4            | 4   | "Blind Spot"        | Nelson McCormick     | Anna Fishko & Dre Alvarez                                              | 4 de fevereiro de 2016  | 1.15                |
| 5            | 5   | "Geronimo"          | Scott Peters         | Carlton Cuse                                                           | 11 de fevereiro de 2016 | 1.07                |
| 6            | 6   | "Yoknapatawpha"     | Nelson McCormick     | Ryan J. Condal                                                         | 18 de fevereiro de 2016 | 0.95                |
| 7            | 7   | "Broussard"         | Roxann Dawson        | Sal Calleros                                                           | 25 de fevereiro de 2016 | 1.00                |
| 8            | 8   | "In from the Cold"  | Tim Southam          | Wes Tooke                                                              | 3 de março de 2016      | 0.97                |
| 9            | 9   | "Zero Day"          | Roxann Dawson        | Ryan J. Condal                                                         | 10 de março de 2016     | 1.09                |
| 10           | 10  | "Gateway"           | Nelson McCormick     | Carlton Cuse & Ryan J. Condal & Wes Tooke                              | 17 de março de 2016     | 1.19                |

### 2ª temporada (2017)
| No. na série | No. | Título                 | Dirigido por         | Escrito por                   | Exibição                | Audiência (milhões) |
| ------------ | --- | ---------------------- | -------------------- | ----------------------------- | ----------------------- | ------------------- |
| 11           | 1   | "Eleven.Thirteen"      | Juan José Campanella | Ryan J. Condal                | 12 de janeiro de 2017   | 0.93                |
| 12           | 2   | "Somewhere Out There"  | Juan José Campanella | Wes Tooke                     | 19 de janeiro de 2017   | 0.88                |
| 13           | 3   | "Sublimation"          | Juan José Campanella | Thomas Brady                  | 26 de janeiro de 2017   | 0.78                |
| 14           | 4   | "Panopticon"           | Juan José Campanella | Ryan J. Condal & Wes Tooke    | 2 de fevereiro de 2017  | 0.82                |
| 15           | 5   | "Company Man"          | Tim Southam          | Liz Phang                     | 9 de fevereiro de 2017  | 0.89                |
| 16           | 6   | "Fallout"              | Thomas Carter        | Lee Patterson                 | 16 de fevereiro de 2017 | 0.76                |
| 17           | 7   | "Free Radicals"        | Tim Southam          | Noah Evslin                   | 23 de fevereiro de 2017 | 0.76                |
| 18           | 8   | "Good Intentions"      | Juan José Campanella | Liz Phang                     | 2 de março de 2017      | 0.78                |
| 19           | 9   | "Tamam Shud"           | Jeremy Webb          | Wes Tooke                     | 9 de março de 2017      | 0.77                |
| 20           | 10  | "The Garden of Beasts" | Olatunde Osunsanmi   | Julia Cooperman               | 16 de março de 2017     | 0.78                |
| 21           | 11  | "Lost Boy"             | Charlotte Brändström | Lee Patterson & Thomas Brady  | 23 de março de 2017     | 0.80                |
| 22           | 12  | "Seppuku"              | Peter Leto           | Wes Tooke                     | 30 de março de 2017     | 0.82                |
| 23           | 13  | "Ronin"                | Juan José Campanella | Carlton Cuse & Ryan J. Condal | 6 de abril de 2017      | 0.82                |

### 3ª temporada (2018)
| No. na série | No. | Título                        | Dirigido por         | Escrito por                   | Exibição            | Audiência (milhões) |
| ------------ | --- | ----------------------------- | -------------------- | ----------------------------- | ------------------- | ------------------- |
| 24           | 1   | "Maquis"                      | Tim Southam          | Ryan J. Condal & Wes Tooke    | 2 de maio de 2018   | 0.58                |
| 25           | 2   | "Puzzle Man"                  | Tim Southam          | Mike Ostrowski                | 9 de maio de 2018   | 0.44                |
| 26           | 3   | "Sierra Maestra"              | Peter Leto           | Cathryn Humphris              | 16 de maio de 2018  | 0.70                |
| 27           | 4   | "Hospitium"                   | Peter Leto           | Marcus Dalzine                | 23 de maio de 2018  | 0.70                |
| 28           | 5   | "End of the Road"             | Jeremy Webb          | Wes Tooke                     | 30 de maio de 2018  | 0.69                |
| 29           | 6   | "The Emerald City"            | Sarah Boyd           | Ryan J. Condal                | 6 de junho de 2018  | 0.72                |
| 30           | 7   | "A Clean, Well-Lighted Place" | Karen Gaviola        | Lee Patterson                 | 13 de junho de 2018 | 0.79                |
| 31           | 8   | "Lazarus"                     | Deran Sarafian       | Julia Cooperman               | 20 de junho de 2018 | 0.73                |
| 32           | 9   | "The Big Empty"               | Sarah Wayne Callies  | Carlos Rios                   | 27 de junho de 2018 | 0.70                |
| 33           | 10  | "Sea Spray"                   | Lin Oeding           | Mike Ostrowski                | 4 de julho de 2018  | 0.76                |
| 34           | 11  | "Disposable Heroes"           | Tim Southam          | Cathryn Humphris              | 11 de julho de 2018 | 0.66                |
| 35           | 12  | "Bonzo"                       | Charlotte Brändström | Ryan J. Condal                | 18 de julho de 2018 | 0.60                |
| 36           | 13  | "What Goes Around"            | Tim Southam          | Carlton Cuse & Ryan J. Condal | 25 de julho de 2018 | 0.59                |

## Especial
| No. | Título            | Dirigido por | Escrito por          | Exibição               | Audiência (milhões) |
| --- | ----------------- | ------------ | -------------------- | ---------------------- | ------------------- |
| 1   | "Behind the Wall" | Tim Gray     | Ted Averi & Tim Gray | 21 de dezembro de 2015 | 0.86                |